# 小青岛 (青岛)
36°03′12″N 120°19′7″E / 36.05333°N 120.31861°E

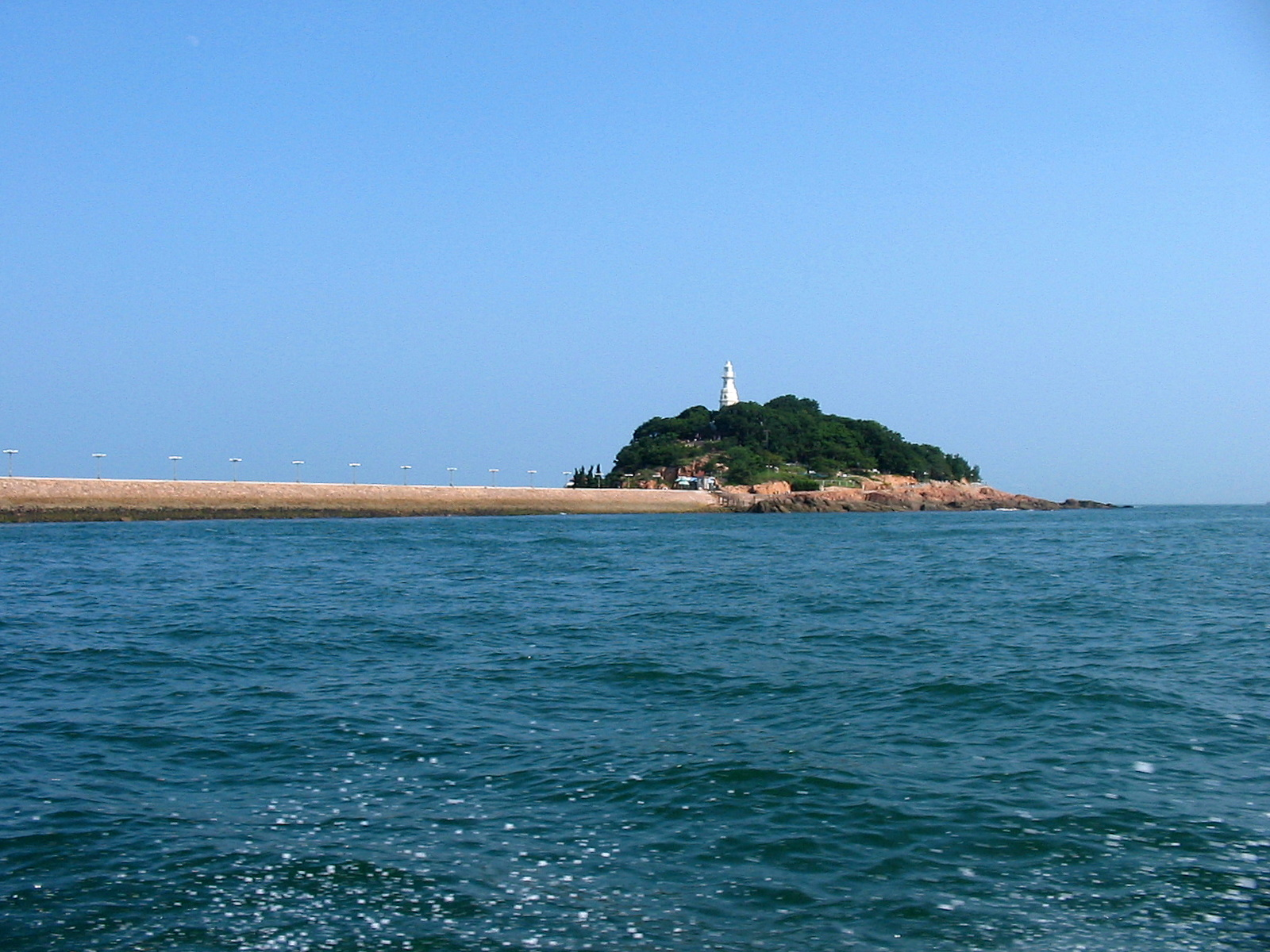
小青岛远眺

小青岛又称琴岛，是位于中华人民共和国山东省青岛市市南区青岛湾东岸的一座小型陆连岛，小青岛与岛屿顶部的小青岛灯塔一并为青岛市的著名地标性景观之一——“琴屿飘灯”。

## 地理环境
小青岛公园的门牌号为琴屿路26号，正门位于琴屿路西端，琴屿路东端与鲁迅公园相连接。岛屿北侧紧邻中国海军博物馆，西北侧不远处与栈桥回澜阁隔海相望。岛屿面积0.02473平方公里，海拔17.2米，距离东侧海岸377米，有海堤与岸边连接。岛屿北部高，南部较平缓，四周岩石裸露，潮间带礁石向外伸展较远,周围海域水深1至5米。全岛植被以黑松为主，也有刺槐、紫穗槐、国槐、大叶黄杨、泡桐、白杨、朴树等木本植物，同时栽有樱花、碧桃、石榴、木槿、紫薇等春夏秋三季开花的花卉，另有十几种草类。岛上首度发现并命名了珍稀植物青岛百合。

## 历史变迁

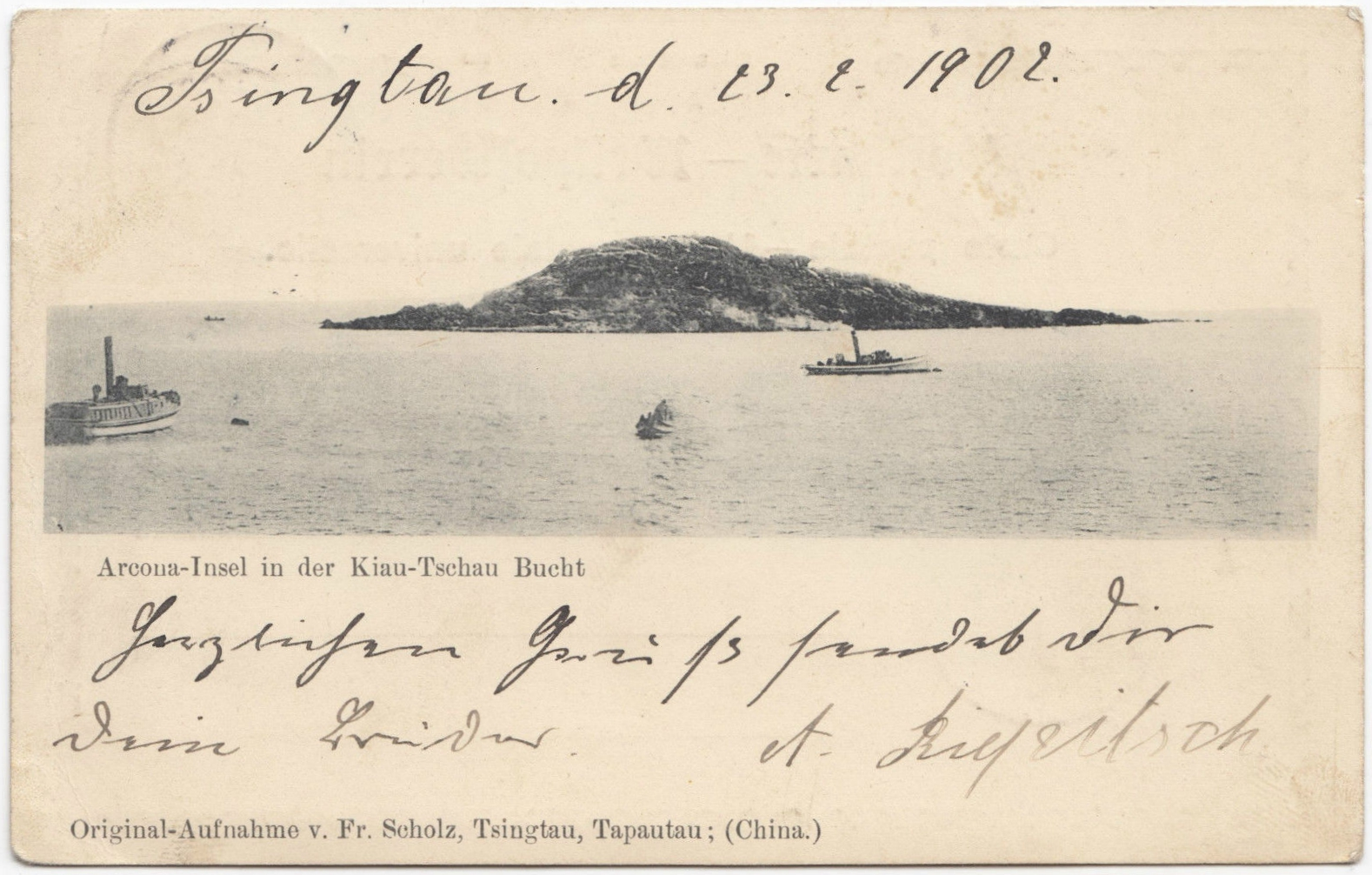
德占初期的小青岛

由于岛屿面积极小，周边又无地标、要地，小青岛在历史上曾长期没有官方名称，明万历年间各方志舆图中均无标注。至清代前期中期，今天的小青岛才被冠以“小青岛”之名，最早可考的文献是康熙十二年（1673年）版《胶州志》。同时代文献对小青岛有记载的还有雍正年间的《山东海疆图记》、乾隆五年（1740年）的《莱州府志》、乾隆十六年（1751年）的《灵山卫志》。与此同时，“青岛”之名则属于即墨县以东海域、田横岛北侧一岛屿群落，即今天的三平岛。
小青岛原属胶州管辖，以有效控制经淮子口进出胶州湾的船舶。乾隆初年，即墨县脱离胶州管辖，直隶于莱州府，小青岛划归即墨县，但军事上仍属胶州营管理。小青岛一带可泊船数十艘，官府规定不得进入淮子口的“洋船”多在此停泊。至乾隆年间，“青岛”一词所指在一些地方文献中变为今天的小青岛。乾隆十七年（1752年）的《胶州志》中，今天的小青岛以“青岛”之名出现在舆图中。道光二十五年（1845年）《重修胶州志》的海疆道里图标注“青岛内有居民”。乾隆二十九年与同治十二年两个版本的《即墨县志》又记载“青岛县西南百里”。“青岛”的标注同时也出现在了同治版《即墨县志》的山川脉络图中。
小青岛以北陆地曾有一条入海径流，其入海口借用岛屿之名被称为“青岛口”。小青岛与青岛口之间的海域可作为船只避风港，青岛口一带因此日渐形成聚落，并于明代修建天后宫一座。清军于1892年驻防胶澳后，清政府各类公文中直接以“青岛”之名代指驻防地，小青岛的名称后来也因此成为青岛市的命名起源。

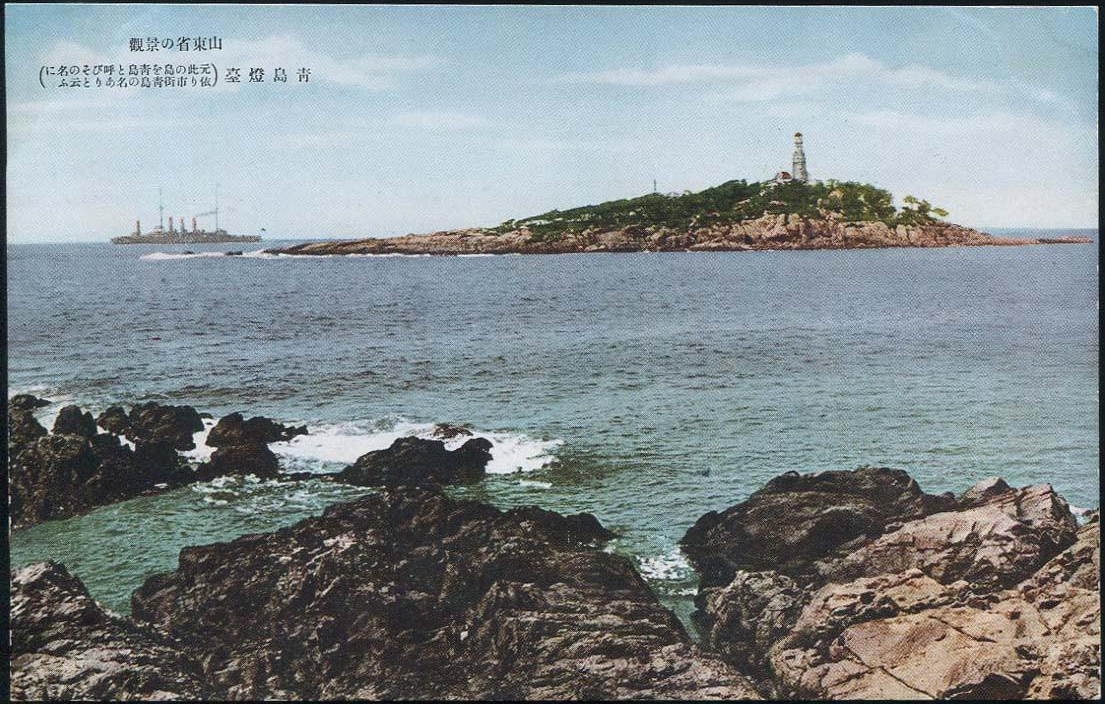
1930年代的小青岛

1897年德军占领青岛后，德国人以阿考纳号巡洋舰之名将其称为“阿考纳岛”（德語：Arkona Insel，或拼写为），而舰名来源于吕根岛的阿考纳海岬。而1900年代的各份青岛手绘中文地图中仍将该岛标注为“青岛”。1904年总督府港务部门在其上建造了一座高12.5米的八角锥形白色大理石灯塔，即今日的小青岛灯塔。1914年日军占领青岛后，以日本海军中将加藤定吉之名改称“加藤島”。
1922年青岛回归后，胶澳商埠督办公署恢复了“青岛”的名称。1929年，青岛特别市设立后，该岛屿正式更名为“小青岛”。小青岛自灯塔建成后由港务部门管理，1920年代末开始允许游人登岛。1934年，小青岛由青岛市政府辟为公园，在岛北侧建起靠泊码头，岛上增设木制正门、道路、花圃、茶室等。1936年，青岛市曾进行“青岛十景”的评选，“琴屿飘灯”位列其中。1941年，日军将小青岛改建为军事用地，并将岛屿内部打通作为鱼雷军火库使用，在岛东侧与北侧修建堤坝，东侧堤坝长377米、宽8米，与陆地相连，堤坝与岛上铺设有轻便铁轨。小青岛及莱阳路8号一带后来长期为海军基地。1987年，小青岛再度辟为公园，直至今日。
小青岛拥有“琴岛”、“琴屿”的别称，该别称的起源说法不一。有说法称因岛屿形狀像古琴故名，或称有一名为《琴岛诗话》的书籍提到“取其山如琴，水如弦，清风徐来，波声铮铮如琴声之故”。另有说法称此别名来自于“琴女传说”。《琴岛诗话》出自何时、何人尚不清楚，“琴女传说”也没有古籍等资料加以佐证。另外也有说法认为该名称源于“青岛”（Tsingtau）的早期德文拼写“Tsintau”，为中文误译之故。